# トゥインクルきゃっと
『トゥインクルきゃっと』は、片岡みちるによる日本の漫画作品。
『なかよし』（講談社）で連載された。

## 書誌情報
- 片岡みちる 『トゥインクルきゃっと』 講談社〈講談社コミックスなかよし〉、全2巻
  1. 1989年1月発行、ISBN 978-4061786264
  2. 1990年3月発行、ISBN 978-4061786561